# René Gartler
René Gartler (Vienna, 21 ottobre 1985) è un ex calciatore austriaco, di ruolo attaccante.

## Palmarès

### Club

#### Competizioni nazionali
- Campionato austriaco: 1

Rapid Vienna: 2004-2005
- Erste Liga: 1

LASK: 2016-2017

### Individuale
- Capocannoniere della Erste Liga: 1

Lustenau: 2007-2008 (21 gol)